# Tündéri keresztszülők (0. évad)
Összesen 10 epizódból áll. Az első része a "Tündér keresztszülők" és a legutolsó a "Szuper humor" volt. Amerikában 1998. szeptember 4. és 2001. március 23. között futott.
Butch Hartman eredetileg 7 perces rövidfilmeket készített, aminek a címe "The Fairly Oddparents!" volt. Ez volt az egyik a 39 kisfilmből, ami Fred Seibert Oh Yeah, Cartoons! című produkciója volt. Butch Hartman összesen 10 kisebb epizódot készített el Fred számára. A Nickelodeon elfogadta mind a 10 epizódot, sőt, még saját sorozatot is akart neki, mely kisebb részenként 11 perces lenne. Igazság szerint a történetnek csak pár eleme változott a rövidfilmekben. Ezek közül a legfeltűnőbb talán a megrajzolás. Mr. és Mrs. Turner például egészen máshogy nézett ki, mint szokott a későbbi szériákban: fejüket soha nem mutatta a kamera.

## Epizódok
| #  | Eredeti cím            | Magyar cím           | Eredeti premier      | Magyar premier    |
| -- | ---------------------- | -------------------- | -------------------- | ----------------- |
| 1  | The Fairly OddParents! | Tündér keresztszülők | 1998. szeptember 4.  | 2001. április 29. |
| 2  | Too Many Timmys!       | Túl sok Timmy        | 1998. szeptember 25. | 2001. május 20.   |
| 3  | Where's the Wand?      | Hová tűnt a pálca?   | 1998. október 2.     | 2001. június 2.   |
| 4  | Party of Three!        | Házibuli             | 1999. január 2.      | 2001. június 9.   |
| 5  | The Fairy Flu!         | Tündérnátha          | 1999. május 1.       | 2001. június 16.  |
| 6  | The Temp!              | A helyettes tündér   | 1999. július 24.     | 2001. június 23.  |
| 7  | The Zappys!            | A díjátadó           | 1999. december 31.   | 2001. június 30.  |
| 8  | Scout's Honor          | Cserkész becsület    | 2000. január 17.     | 2001. július 14.  |
| 9  | The Really Bad Day!    | Egy igazán rossz nap | 2000. december 8.    | 2001. július 22.  |
| 10 | Super Humor            | Szuper humor         | 2001. március 23.    | 2001. július 29.  |